# 布然卡 (茲韋尼霍羅德卡區)
49°14′12″N 30°44′51″E / 49.23667°N 30.74750°E
布然卡（烏克蘭語：Бужанка）是位於烏克蘭中部的村莊，由切爾卡瑟州裡茲韋尼霍羅德卡區的布然卡市鎮負責管轄，並為該市鎮的行政中心。該村面積5.02平方公里，海拔高度161米，2001年人口1,963，人口密度每平方公里391人。